# Дамян Даласин
Дамян Даласин (на гръцки: Δαμιανός Δαλασσηνός; ок. 940 – 19 юли 998) е византийски аристократ и военен командир от втората половина на X век – първият представител на престижния аристократичен род на Даласините, когото споменават историческите извори. Остава известен със заемания от него пост на военен управител (дука) на Антиохия през периода 996 – 998 г. Умира в битката при Апамея на 19 юли 998 г.

## Биография
Дамян е първият засвидетелстван в изворите представител на изтъкнатия клан на Даласините. За ранния етап от живота му не се знае нищо, но някои изчисления показват, че най-вероятно е роден около 940 г. През 995/996 г. император Василий II го назначава за дука на Антиохия на мястото на Михаил Вурц, след като последният е разбит в битката при Оронт през септември 994 г. Това е един от най-важните военни постове в империята, тъй като дукът на Антиохия командва основните войски, с които империята се противопоставя на Фатимидския халиват и полуавтономните мюсюлмански владетели в Сирия. В това си качество дукът на Антиохия носи и допълнителен висш ранг – патрикий (според Йоан Скилица) или магистър (според Степанос Таронци).
Като дука на Антиохия Даласин поддържа една настъпателна позиция спрямо Фатимидите. През 996 г. неговите сили атакуват района на Триполи и Арка, докато Менджу Текин обсажда Алепо и Антартус, които ромеите превземат и укрепват през предходната година. Арабите обаче са принудени да вдигнат обсадите, след като войските на Даласин се притекли на помощ на обсадените крепости. Загубата на Фатимидите е утежнена и от потапянето на флата им при Антартус. На следващата година Даласин повтаря атаката си срещу Триполи, успявайки да залови много пленници. Освен това той напада градовете Рафания, Авг и Лакма, превзема последния и отвежда жителуте му в плен.
През юни/юли 998 г. Далсин повежда войските си срещу Апамея, за да превземе града, след като огромен пожар вече е унищожил неговите провизии. Първоначално градът е обсаден от войски на Алепо, но те се оттеглят при новините за приближаването на Даласин. Местният управител на Фатимидите успява да повика подкрепление, но изпратената за целта армия начело с Джайш ибн ал-Самсама се забавя, тъй като се оказва заета с потушавеното на подпомогнатото от ромеите въстание в Тир. След подчиняването на Тир Джаиш придвижва войските си към Дамаск, откъдето продължил директно срещу Даласин. Ибн ал-Калани съобщава, че по това време Апамея е на ръба да се предаде поради глада, обхванал обсадения град. В последвалата битка при Апамея, провела се на 9 юли 998 г., ромеите първоначално вземат превес, но един кюрдски офицер успява да убие Даласин, веднага след което византийската войска се разпръснала. Двама от синовете на Даласин, които присъстват на сражението, са пленени и отведени в Кайро, където са държани в продължение на десет години, а Степанос Таронци колебливо съобщава, че един от синовете на Даласин също е убит в битката. След смъртта на Дамян Даласин за дука на Антиохия е назначен Никифор Уран.

## Семейство
Дамян Даласи е баща на поне трима синове:
- Константин Даласин, дука на Антиохия през 1025 и фаворит на император Константин VIII (1025 – 1028).
- Теофилакт Даласин, също дука на Антиохия.
- Роман Даласин, катепан на Иверия.

Вероятно Теофилакт е бил баща на Адриан Даласин, който е дядо по майчина линия на Анна Даласина – майката на император Алексий I Комнин, основателя на Комниновата династия.